# Трудолюбівка (Новоукраїнський район)
Трудолю́бівка — село в Україні, у Ганнівській сільській громаді Новоукраїнського району Кіровоградської області. Населення становить 117 осіб.

## Населення
Згідно з переписом УРСР 1989 року чисельність наявного населення села становила 116 осіб, з яких 44 чоловіки та 72 жінки.
За переписом населення України 2001 року в селі мешкало 117 осіб.

### Мова
Розподіл населення за рідною мовою за даними перепису 2001 року:
| Мова       | Відсоток |
| ---------- | -------- |
| українська | 94,02 %  |
| молдовська | 5,98 %   |